# Méthode de l'horloge
En cryptographie, l’horloge est une méthode conçue par Jerzy Różycki du Biuro Szyfrów, afin de faciliter le décryptage de la machine Enigma.

## Méthode
Cette méthode a parfois permis, dans certaines conditions, de déterminer lequel des trois rotors d'Enigma était disposé à l'extrême-droite, c'est-à-dire à la position dont le rotor tourne toujours à chaque pression du doigt sur une touche du clavier.
Plus tard, cette méthode est adoptée par Alan Turing à Bletchley Park qui la développe en une technique baptisée « Banburismus (en) ».